# Legislación menstrual en México
La legislación menstrual en México se refiere a las leyes fiscales, educativas y de salud relacionadas con la gestión menstrual, las cuales a partir de 2020 han tenido un avance significativo. Para 2023 se han reformado 28 leyes locales y federales para incorporar medidas con el fin de garantizar procesos menstruales dignos y mitigar los efectos de la pobreza menstrual. Las reformas han impactado leyes fiscales, laborales, educativas, salud, combate a la discriminación, sistema penitenciario, violencia en contra de las mujeres y eliminación de la pobreza.
En México hay 5.5 millones de mujeres en pobreza extrema que no tienen acceso a la canasta básica de alimentos. Esto implica que aún con o sin IVA un amplio sector de la población no pueden adquirir artículos de higiene menstrual.
El Fondo de las Naciones Unidas para la Infancia (UNICEF) recientemente realizó un programa Higiene Menstrual en México, en el que resultó que  43% de las niñas y adolescentes prefieren quedarse en casa que ir a la escuela durante su menstruación, el 30% utiliza papel higiénico como toalla sanitaria, el 66% piensa que los baños en sus escuelas no son seguros o higiénicos y el 73% no tiene acceso a productos como jabón para lavarse adecuadamente las manos.

El impuesto menstrual representa un factor para asegurar la reducción de desigualdades entre hombres y mujeres. Contar con disponibilidad y acceso a productos de higiene menstrual es fundamental para tener una vida digna y para el cumplimiento de los derechos humanos.

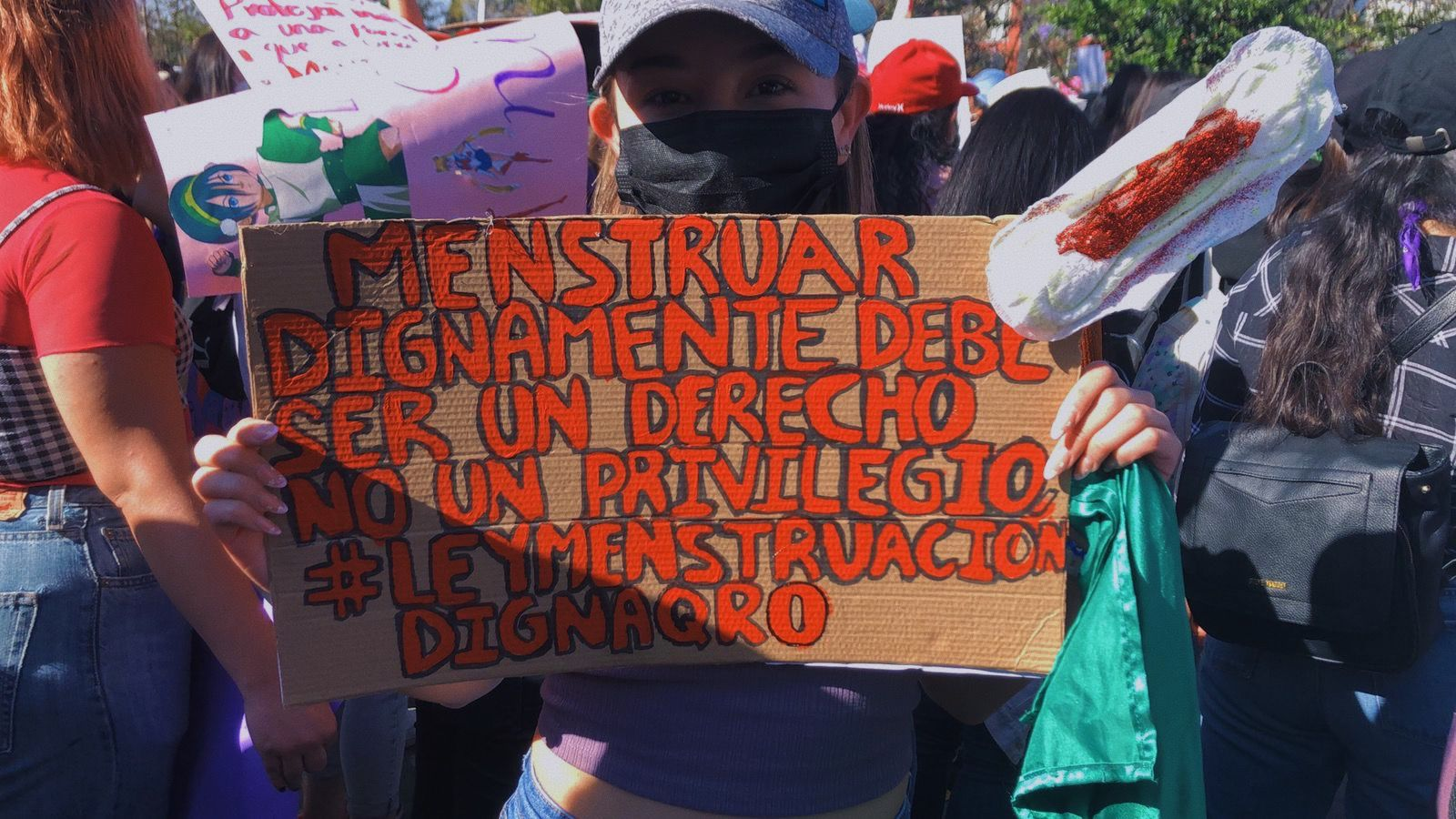
En la marcha del #8M, las mujeres exigen a autoridades legislaciones y políticas públicas para una menstruación digna.

## Leyes fiscales y eliminación del IVA a productos menstruales
| Estado     | Temática                                                                  | Ley                                               | Publicación             |
| Federación | Eliminación del impuesto al valor agregado (IVA) a productos menstruales. | Ley del Impuesto al Valor Agregado (artículo 2 A) | 12 de noviembre de 2021 |

### Antecedentes
En México más de 3 millones de mujeres, niñas y adolescentes entre 15 y 50 años menstrúan. Cuatro de cada diez mujeres viven en condiciones de pobreza multidimensional, las cuales destinan alrededor de 1,2% de su ingreso mensual para adquirir productos de higiene menstrual. En 2020 las mujeres, niñas y personas menstruantes en todo el país contribuyen con 3 mil millones de pesos a la recaudación fiscal por el IVA en la compra de productos de higiene femenina.
Una mujer menstrua cerca de 2,535 días en su vida lo cual equivale a 7 años completos. En promedio cada año las mujeres gastan 720 pesos en toallas y tampones, las mujeres en situación de pobreza gastan 2.5 veces más que las mujeres pertenecientes a la clase alta de la población. La aprobación de la tasa cero a los productos de higiene menstrual promueve su accesibilidad en condiciones de igualdad, por ejemplo, un paquete de toallas regulares de 28 piezas que cuesta en promedio 52 pesos, sin IVA costará 43.68 pesos.
Los productos de gestión menstrual en México  estaban gravados en el Impuesto al Valor Agregado (IVA) con la tasa del 16%
En octubre de 2020 se presentó en Cámara de Diputados por parte de la diputada de Morena, María Wendy Briceño, la iniciativa impulsada por el colectivo feminista Menstruación Digna México, la cual buscaba que los productos de gestión menstrual (toallas sanitarias desechables y de tela, compresas, tampones, copas o cualquier otro bien destinado al uso menstrual)  fueran gravadas con una tasa del cero por ciento, la cual es un mecanismo fiscal en el que se elimina el gravamen del Impuesto al Valor Agregado del precio final de algún producto. Sin embargo, ésta fue rechazada con 218 votos en contra, 185 a favor y 11 abstenciones.

### Proceso de aprobación
El 8 de septiembre de 2021 el poder Ejecutivo Federal presentó el Proyecto de Decreto Misceláneo 2022, en este se propuso  establecer una tasa del 0% del Impuesto al Valor Agregado (IVA) a la enajenación de productos de gestión menstrual mediante la adición de un inciso j) a la fracción I del artículo 2.º-A de la Ley del IVA.
El 20 de octubre de 2021 la Cámara de diputados dio luz verde al proyecto que incluía dichas modificaciones y el 26 de octubre de 2021 el Senado de la República con 67 votos a favor y 43 en contra aprobó en lo general la miscelánea fiscal dónde se incluían modificaciones en la materia de impuestos. Así finalmente desde el 1.º de enero de 2022  entró en vigor la medida que establece Tasa Cero de IVA a toallas sanitarias, tampones y copas menstruales.
Como última medida la Procuraduría Federal del Consumidor (PROFECO) aseguró la vigilancia de los precios de toallas sanitarias, tampones o copas menstruales con tal de evitar alzas sin justificación o el no acatamiento de la medida.

## Leyes educativas, acceso gratuito a productos menstruales para la comunidad escolar, educación menstrual y adecuación de infraestructura escolar
| Estado          | Temática | Ley | Publicación                                        |
| Aguascalientes  | Distribución gratuita de productos menstruales en las escuelas. | Ley de Educación del Estado de Aguascalientes (artículos 9, fracción XXV, y 71, fracción VIII)                                      | 2 de agosto de 2021                                |
| Baja California | Distribución gratuita de productos menstruales en las escuelas. Desarrollo de programas educativos en materia de menstruación.                                                                         | Ley de Educación del Estado de Baja California (artículos 6, fracción II, 45, fracción V, 65, fracción VIII, 73 Ter y 104)          | 27 de enero de 2023                                |
| Coahuila        | Distribución gratuita de productos menstruales. Adecuación de infraestructura y promoción de derechos menstruales en el ámbito escolar.                                                                | Ley Estatal de Educación del Estado de Coahuila (artículo 26, fracción XXIII)                                                       | 21 de octubre de 2022                              |
| Colima          | Distribución gratuita de productos menstruales en las escuelas. Desarrollo de programas educativos en materia de menstruación. Posibilidad de ausentarse a clases en caso de padecer dismenorrea.      | Ley de Educación del Estado de Colima (artículos 58, punto 1, fracción X, 79, punto 5 y 112, punto 1 y 2, fracción XVIII)           | 4 de junio de 2022                                 |
| Guanajuato      | Desarrollo de programas educativos en materia de menstruación. | Ley de Educación para el Estado de Guanajuato (artículos 3, fracción V, y 34, fracción XI Bis)                                      | 24 de septiembre de 2021                           |
| Jalisco         | Distribución gratuita de productos menstruales en las escuelas. | Ley de Educación del Estado Libre y Soberano de Jalisco (artículo 118, fracción XVIII)                                              | 21 de abril de 2022                                |
| Michoacán       | Distribución gratuita de productos menstruales en las escuelas. Desarrollo de programas educativos en materia de menstruación.                                                                         | Ley de Educación del Estado de Michoacán de Ocampo (artículos 29, fracción XVI, 53, fracción X, y 112, fracción VIII)               | 4 de mayo de 2021                                  |
| Morelos         | Distribución gratuita de productos menstruales en las escuelas. Desarrollo de programas educativos en materia de menstruación.                                                                         | Ley de Educación del Estado de Morelos (artículo 13, fracciones V y VI)                                                             | 9 de marzo de 2022                                 |
| Puebla          | Desarrollo de programas educativos en materia de menstruación. Procuración de entornos seguros para la menstruación.                                                                                   | Ley de Educación del Estado de Puebla (artículos 78 y 117, fracción XV)                                                             | 9 de abril de 2021                                 |
| Sonora          | Distribución gratuita de productos menstruales. Adecuación de infraestructura y promoción de derechos menstruales en el ámbito escolar. Desarrollo de programas educativos en materia de menstruación. | Ley Número 163 de Educación del Estado de Sonora (artículos 10, fracción IV, 13, fracción XLIV, 71, fracción X, y 120, fracción II) | 30 de enero de 2023                                |
| Tamaulipas      | Distribución gratuita de productos menstruales. Desarrollo de programas educativos en materia de menstruación.                                                                                         | Ley de Educación para el Estado de Tamaulipas (artículos 11, fracción XVIII, 12, fracción XVI, y 78, fracción XIX).                 | 30 de septiembre de 2021 y el 5 de octubre de 2022 |
| Yucatán         | Distribución gratuita de productos menstruales. Desarrollo de programas educativos en materia de menstruación.                                                                                         | Ley de Educación del Estado de Yucatán (artículos 6, párrafo XI, 14, fracción VII, 16, fracción XXXI, y 34, fracción XLV)           | 5 de julio de 2022                                 |

## Leyes de salud, acceso gratuito a productos menstruales para la población en general y reconocimiento de trastornos menstruales
| Estado          | Temática | Ley | Publicación             |
| Coahuila        | Desarrollo de campañas educativas en materia de menstruación. Garantía del goce del derecho a la menstruación digna para personas en situación vulnerable. Adecuación de infraestructura en escuelas y centros de internamiento. | Ley Estatal de Salud del Estado de Coahuila (artículos 62, fracción VII, 65 Bis, 65 Ter y 221 Bis)         | 21 de octubre de 2022   |
| Colima          | Distribución gratuita de productos menstruales a mujeres y otras personas menstruantes privadas de la libertad. | Ley de Salud del Estado de Colima (artículo 113 Bis 1)                                                     | 31 de diciembre de 2022 |
| Hidalgo         | Promoción de programas en salud menstrual. | Ley de Salud para el Estado de Hidalgo (artículo 3, apartado A, fracción XVII Ter)                         | 15 de marzo de 2021     |
| Jalisco         | Distribución gratuita de productos menstruales en centros educativos. | Ley de Salud del Estado de Jalisco (artículo 45, punto 1, fracción V)                                      | 5 de noviembre de 2022  |
| Oaxaca          | Distribución gratuita de productos menstruales y otros insumos para garantizar la salud menstrual. | Ley Estatal de Salud (Oaxaca) (artículo 31, fracción I)                                                    | 28 de agosto de 2021    |
| Puebla          | Distribución gratuita de productos menstruales. Realización de campañas en salud menstrual. | Ley Estatal de Salud de Puebla (artículos 12, fracción VIII, apartado C, fracción IX, y 130, fracción III) | 4 de noviembre de 2021  |
| San Luis Potosí | Distribución gratuita de productos menstruales. | Ley de Salud del Estado de San Luis Potosí (artículos 4, fracción VII Bis, IX Ter, y 133, fracción II)     | 27 de febrero de 2023   |
| Tamaulipas      | Reconocimiento de padecimientos relacionados con la menstruación. | Ley de Salud para el Estado de Tamaulipas (artículo 38, fracción II)                                       | 6 de diciembre de 2005  |

## Leyes sobre eliminación de violencia en contra de las mujeres y reconocimiento al derecho a menstruar dignamente
| Estado          | Temática                                        | Ley | Publicación           |
| Baja California | Distribución gratuita de productos menstruales. | Ley de Acceso de las Mujeres a una Vida Libre de Violencia para el Estado de Baja California (artículo 41 Bis)                          | 27 de enero de 2023   |
| Coahuila        | Respeto del derecho a la menstruación digna.    | Ley de Acceso de las Mujeres a una Vida Libre de Violencia para el Estado de Coahuila (artículos 52, fracción XIV, y 53, fracción VIII) | 21 de octubre de 2022 |

## Leyes sobre combate a la pobreza, eliminación a la discriminación y promoción de programas sobre justicia menstrual
| Estado    | Temática | Ley | Publicación           |
| Coahuila  | Respeto al derecho a la menstruación digna de personas en extrema pobreza.                                           | Ley para la Prevención y Combate a la Pobreza Extrema en el Estado de Coahuila (artículo 26, inciso e)) | 21 de octubre de 2022 |
| Querétaro | Reconocimiento de la Menstruación Digna dentro de las actividades y programas del Instituto Querétano de las Mujeres | Reforma a Ley 7, fracción 30, del Instituto Queretano de las Mujeres                                    | 19 de mayo de 2022    |

## Leyes sobre el sistema penitenciario y garantía a la menstruación digna de personas privadas de la libertad
| Estado   | Temática | Ley | Publicación           |
| Coahuila | Distribución de insumos, productos e instalaciones para tener una menstruación digna dentro de las cárceles.                              | Ley de Ejecución de Sanciones Penales y Reinserción Social para el Estado de Coahuila (artículo 100 Bis) | 21 de octubre de 2022 |
| Coahuila | Distribución de insumos, productos e instalaciones para tener una menstruación digna dentro de los centros de justicia para adolescentes. | Ley del Sistema Integral de Justicia para Adolescentes del Estado de Coahuila (artículo 265 Bis)         | 21 de octubre de 2022 |

## Leyes laborales y licencia menstrual
| Estado              | Temática            | Ley | Publicación         |
| Colima              | Licencia menstrual. | Ley de los Trabajadores al Servicio del Gobierno, Ayuntamientos y Organismos Descentralizados del Estado de Colima (artículo 54) | 4 de junio de 2022  |
| Baja California Sur | Licencia Menstrual  | Ley de los Trabajadores al Servicio de los Poderes del Estado y Municipios de Baja California Sur.                               | 10 de julio de 2024 |

## Iniciativas pendientes
Existen varias iniciativas en el Congreso Federal para reformar la Ley Federal del Trabajo y la Ley Federal de Trabajadores al Servicio del Estado para implementar la licencia menstrual. Sin embargo, dichas iniciativas aún no son aprobadas, por lo que no se puede considerar como una reforma que tiene plena operación en el sistema jurídico mexicano.